# Johanna Wittmann
Johanna Wittmann (1811 in Mainz – 7. April 1848 in Cannstatt) war eine deutsche Theaterschauspielerin und Opernsängerin.

## Leben
Wittmann ging mit 20 Jahren zum Theater und begann ihre Bühnenlaufbahn in Mainz. Sie wurde ihres klangreichen und seelenvollen Organs wegen sowohl in der Oper, wie auch im Schauspiel verwendet. Nachdem sie noch in Frankfurt am Main unter Leitung der gefeierten Karoline Lindner sich schauspielerisch vervollkommnet hatte, wurde sie 1836 an das Stuttgarter Hoftheater engagiert. Sie spielte namentlich naive und sentimentale Rolle, für die sie geradezu etwas Bestrickendes und den echten Seelenhauch der Liebhaberin besaß. Namentlich im feinen Lustspiel war sie ganz vortrefflich.
Sie besaß Anmut im Spiel und im Vortrag, holde Naivität, seine Bildung, war der Liebling des Publikums, das Entzücken der Herrenwelt.
Ihr Ruf ging bald über Württemberg hinaus, und Gastspieleinladungen folgten auf Gastspieleinladungen.
So erschien sie auch 1840 als Gast auf den Brettern des Hofburgtheaters, wo großer Beifall ihre sentimentalen Lustspielrollen belohnte.
1846 verfiel sie unheilbar in Geistesnacht. Laut Adolf Palm entsprang sie sogar eines Tages der Privatirrenanstalt, in der sie untergebracht war, lief mit fliegenden Haaren und zerfetzten Kleidern auf der Landstraße davon, bis Landjäger sie aufgriffen und in Cannstatt einlieferten.
Wittmann war in zweiter Ehe mit dem Musikalienhändler Daniel Jay verheiratet.